# Weinbau in Zypern

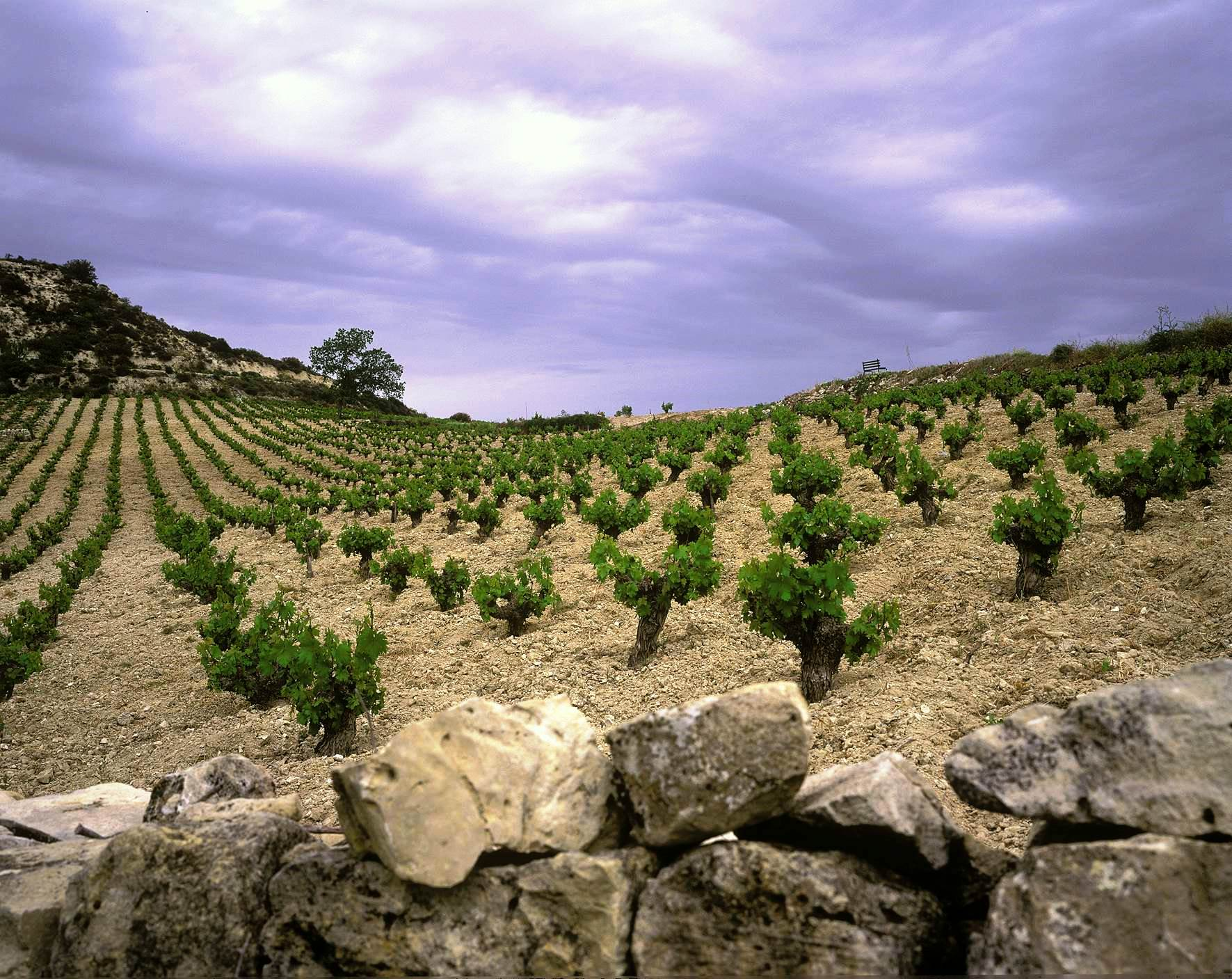
Typischer Weinanbau mit sehr geringer Stockdichte

Der Weinbau in Zypern hat eine bereits mehrere Tausend Jahre alte, ununterbrochene Tradition. Neben dem Tourismus ist der Weinbau der aufstrebende, moderne Wirtschaftszweig mit einer noch eingeschränkten Bandbreite von unterschiedlichen Weintypen. Wurde vor der Weltwirtschaftskrise mit riesigen Mengen billigen Weines für den Ostblock und Traubenkonzentrat für Großbritannien das untere Ende des Marktes bedient, ist seitdem eine Neuorientierung auf hochwertige Weine und besonders die autochthonen Besonderheiten festzustellen. Nach wie vor wird eine preiswerte Sherry-Imitation nach spanischem Vorbild hergestellt, der jedoch wegen der strikten EU-Bestimmungen nur im Inland unter dem Namen Zypern-Sherry vermarktet werden darf. Auch werden weiterhin große Mengen weicher, trockener Tafelweine hergestellt und außerdem noch der üppige Commandaria-Likörwein aus dem gleichnamigen Anbaugebiet. Insgesamt nahm die Anbaufläche Zyperns seit 1990 deutlich von 50.000 auf 15.000 ha ab.
Zypern war nie von der Reblaus-Plage betroffen und hat seine eigenen Rebsorten konsequent gepflegt. Erst seit 1990 dürfen zwölf internationale Rebsorten angebaut und vertrieben werden. Es ist zu erwarten, dass diese in gewissem Umfang traditionelle Gewächse verdrängen wie auch in Cuvées ergänzen werden.

## Geografische Bedingungen
Weinanbau findet fast ausschließlich im Südteil der Insel an den Südhängen des mächtigen Troodos-Gebirges in Höhen zwischen 240 und 1500 Metern statt. Typischer Grund ist Kalk- und teils Vulkangestein. Zypern ist in die vier geografisch geschützten Weinregionen Lemesos, Paphos, Larnaca und Lefkosia unterteilt. Eine weitere, kleinräumigere Unterteilung ist die der geschützten Ursprungsbezeichnung, die allerdings nur bei etwa 2 % der Weine angewendet wird: Commandaria, Laona-Akamas, Pitsilia, Vouni-Panayias/ Ambelitis sowie die Weindörfer des Bezirks Lemesos, die zur Region Limassol gehören.

## Geschichte

Das Schiff von Kyrenia auf einer zyprischen 50-Cent-Münze

Grob lässt sich die Geschichte des Weinbaus in Zypern in vier Phasen einteilen. Wie in anderen Anrainerländern des Mittelmeers auch, fand bereits in der Antike Weinanbau und -handel statt, wie beispielsweise das 1999 vor Zypern gefundene Schiffswrack vom Typ „Kyrenia“ beweist. Es hatte 2.500 Amphoren Wein geladen. Nicht sicher ist, ob es für den griechischen oder den ägyptischen Markt bestimmt war. Noch etwas früher wurden bei der Ortschaft Pyrgos im heutigen Bezirk Limassol eine antike Produktionsstätte für Aromastoffe, eine Öl- und Weinmühle sowie eine Kupferschmelze gefunden sowie Weinbehälter und Weinsamen.
Die ältest-nachweisbaren Spuren von Weinanbau sind knapp sechstausend Jahre alt. Es sind Ablagerungen von Weinsäure in Weinamphoren, die seit den frühen 1930er-Jahren im Cyprus Museum aufbewahrt werden. Demnach gilt Zypern sogar als das älteste mediterrane Weinanbaugebiet.
Als zweite wichtige Epoche gilt die Zeitspanne zwischen dem Mittelalter und 1878, in der vor allem Frankreich großen Einfluss auf den Weinanbau hatte. In diese Zeit fällt auch das Erstarken der Commandaria-Weine, die der normannische Dichter Henry d’Andeli mit seiner Dichtung La Bataille des vins auf Französisch literarisch 1224 verewigt hat und unter Dutzenden von Weinen als Sieger krönte. In der Zeit der Besetzung der Insel als Provinz des Osmanischen Reiches ging die Weinkultur drastisch zurück. Wein war im Islam verboten und wurde für Andersgläubige hoch besteuert. Entsprechend verschlechterte sich auch die Weinqualität.
Die dritte Phase setzte mit der Befreiung durch die Engländer 1878 ein und dauerte bis zur Teilung der Insel 1974. In dieser Zeit wurde der Weinbau industrialisiert. Die großen, heute noch aktiven Produktionsbetriebe wurden in dieser Zeit gegründet und begannen bald, sich Marktanteile in Mittel- und Nordeuropa zu erkämpfen. Die Reblausplage, die diese Regionen betraf, begünstigte diese Entwicklung. Qualitativ konnten die zypriotischen Weine aber nach der Erholung vor allem des Französischen Weinmarktes nicht lange mithalten. Die Exporte nach Großbritannien und Frankreich gingen wieder zurück.
Die Entwicklung der Sherryproduktion belebte seit Mitte der 1930er Jahre den Export wieder. Mitte der 1960er Jahre wurden in Großbritannien 13,6 Millionen Liter zypriotischer Wein konsumiert, hauptsächlich gespritteter Süßwein. Die Massenproduktion gipfelte 1968 in dem Versuch, Wein wie Rohöl per Pipeline für den Export auf Schiffe pumpen zu lassen.
In der vierten Phase, die noch bis heute andauert, wird die Professionalisierung deutlich, mit der sich das Land in seiner Gesetzgebung an die Standards der EU annähert. Neben der dem Beitritt zur EU geschuldeten Beseitigung des Begriffs Zypern-Sherry findet mit der aktuellen Winzergeneration eine Rückbesinnung zu traditionellen Werten und Methoden statt: Die als konservative Traubenpolitik bezeichnete Idee ist die konsequente Bestockung mit den wichtigsten autochthonen Rebsorten Mavro, Maratheftiko, Lefkada, Yiannoudi, Xynisteri, Spourtiko und Muscat d’Alexandrie. Weniger geschätzt werden die beiden ebenfalls autochthonen Sorten Promara und Ophthalmo. Während Maratheftiko einen Rotwein mit hervorragendem Potential ergibt, aber wegen der Schwierigkeiten bei der Befruchtung und der damit verbundenen Verrieselung schwer zur Reifung zu bringen ist, verhält es sich bei der weißen Ophthalmo-Traube genau umgekehrt.
Zwar wird die Neueinführung international renommierter Rebsorten grundsätzlich abgelehnt, jedoch haben es ein Dutzend Sorten seit 1990 – nach 30 Jahren streng kontrollierter Versuche – geschafft, in bestimmten Anbaugebieten zugelassen zu werden. Als wichtigste sind zu nennen: Viognier, Grenache, Carignan, Syrah, Merlot, Mourvèdre, Cabernet Franc und Cabernet Sauvignon.

## Weinproduktion

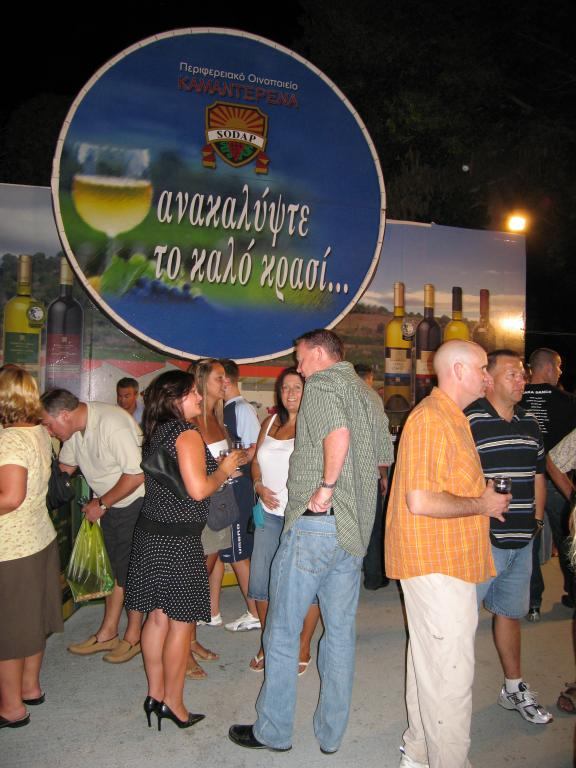
SODAP-Stand auf einem Weinfest in Limassol 2006

Die vier größten Weinproduzenten bedienen 60 % des Marktes. Der größte Erzeuger ist SODAP, eine 1947 gegründete Genossenschaft, die von rund 10.000 Familien in 144 Dörfern beliefert wird. ETKO, die älteste, 1844 gegründete Kellerei ist auch unter dem Namen Olympus Wineries bekannt. Sie hat Ende der 1990er-Jahre diversifiziert und besitzt darüber hinaus Weinberge in Griechenland. Als regionale Besonderheit wird unter anderem im Stammhaus in Omodhos der Trester Zivania hergestellt. Die anderen beiden großen Häuser sind KEO und LOEL. Daneben haben sich eine Vielzahl von Familien- und Privatkellereien (Aes Ambelis, Ezousa, Makkas, Tsiakkas, Vasilikon, Vlassides, Vouni Panayia, Zambartas und andere mehr) etabliert, deren Ruf je länger je mehr international bekannt ist.